# Giovanni Roccardi
Giovanni Roccardi (né le 6 juillet 1912) est un réalisateur italien.

## Filmographie partielle
- 1953 : Sous les mers d'Afrique (Africa sotto i mari)
- 1978 : La riva di Charleston (télévision)